# بحرية العابدة
بحرية عابدة بصرية كان لها مجالس ذكر لشدة اجتهادها، وكانت إذا تكلمت اضطربت واقشعرت من خشية الله، ومن أشهر أقوالها ما أورده لها ابن الجوزي: «إذا ترك القلب الشهوات ألف العلم واتبعه واحتمل كل ما يرد عليه».